# Chris & Moira
Chris & Moira war ein maltesisches Gesangsduo, bestehend aus Christopher Scicluna (* 1959; † 18. Februar 2022 Gesang, Gitarre, Komposition) und Moira Stafrace (* 1970, Gesang, Text).

## Werdegang
Schon 1993 waren sie beim Eurovision Song Contest. Sie begleiteten William Mangion als Gitarrist und Background-Sängerin. Beim Eurovision Song Contest 1994 in Dublin waren sie dann an der Reihe: Mit ihrer selbst komponierten Popballade More than Love erreichten sie den fünften Platz, nachdem sie den Vorentscheid in Malta gewonnen hatten.
Im Jahre 1999 kehrten sie zum Contest zurück. Als Komponist und Textautorin des maltesischen Beitrags Believe ’n Peace der Girlgroup Times Three erreichten sie nur den 15. Platz.